# 黄基
黄基，清朝人，是一名清朝政治人物。举人出身。
黄基曾于1769年接替曾鸿远任娄县知县一职，1770年由康錂接任。